# برايان ديمبسي (لاعب كرة قدم)
برايان ديمبسي (بالإنجليزية: Brian Dempsie)‏ هو لاعب كرة قدم بريطاني في مركز الدفاع، ولد في 4 فبراير 1983 في بلزهيل ‏ في المملكة المتحدة. لعب مع نادي ماذرويل.

## وصلات خارجية
- برايان ديمبسي (لاعب كرة قدم) على موقع قاعدة بيانات كرة القدم.إي يو (الإنجليزية)
- برايان ديمبسي (لاعب كرة قدم) على موقع Soccerbase.com (لاعب) (الإنجليزية)